# Baron Spedalieri
Baron Nicolas-Joseph Spédalieri (ook Spedalieri of Spédaliéri) (Bronte, 1812 - 1898) was een vooraanstaand esotericus, spiritist, theosoof en martinist uit de 19e eeuw.

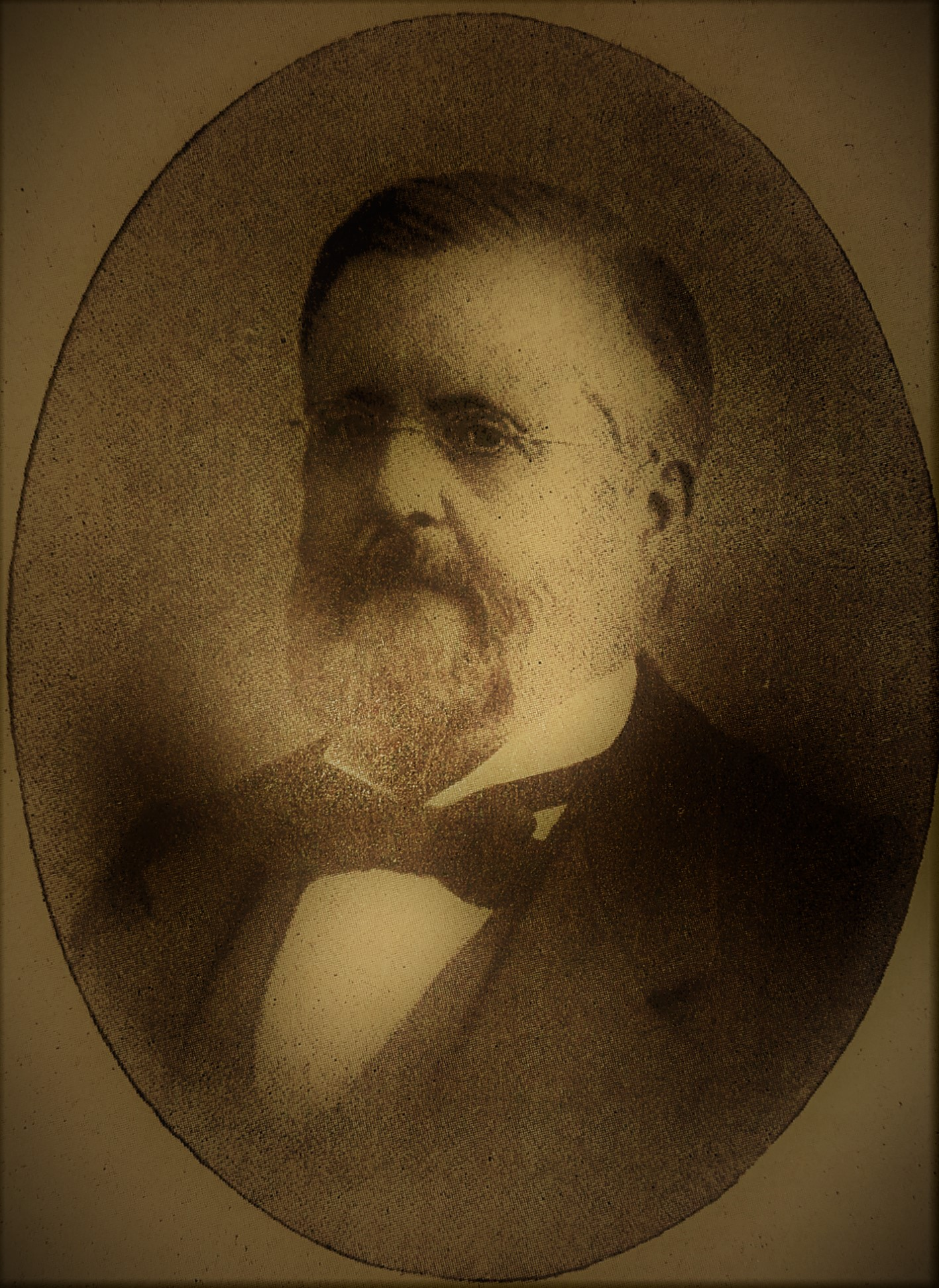
Baron Spedalieri

Hoewel Papus de bekendste discipel is van Eliphas Levi was dit slechts ten postume titel. Spédalieri wordt beschouwd als de belangrijkste persoonlijke leerling tijdens het leven van Levi. Levi begon vanaf 1861 persoonlijke discipelen aan te nemen in Frankrijk, Engeland en Duitsland. Naast de theosofen Spédalieri en Mary Gebhard waren zijn bekendste leerlingen Kenneth MacKenzie, Frederic Hickley, Jacques Charrot, Constantin Branicki en Jean-Baptiste Pitois. Deze laatste is beter gekend onder zijn schrijversnaam Paul Christian. Naar eigen zeggen had Levi twaalf discipelen, waarvan vier die hij zijn vrienden noemde, waaronder Spédalieri.
Spédalieri werd geboren in Sicilië als zoon van wijnverbouwer en -handelaar baron Joachim-Marie Spedalieri en diens echtgenote Marie-Caroline de Graefer. Reeds op 20-jarige leeftijd had hij de werken gelezen van Louis-Claude de Saint-Martin.
Zoals Spédalieri getuigt, waren de lessen – die in de vorm van wekelijkse brieven werden gegeven – gratis en persoonlijk geschreven in functie van de noden en het begripsvermogen van de individuele leerlingen. Hijzelf was met zijn meester in contact getreden na het lezen van diens Leer en Ritueel der Hogere Magie. Tussen 1861 en 1874 wisselden ze meer dan 1000 brieven uit. Deze originele brieven werden gebundeld in negen dikke boekdelen. Het is niet duidelijk waar deze thans bewaard worden. Zeker is dat Paul Chacornac ze tot zijn beschikking had bij het schrijven van zijn biografie over Eliphas Levi. Een deel van deze brieven werd in 1894 en '95 gepubliceerd in het Engelse theosofische tijdschrift Lucifer als Letters to a disciple: letters from Eliphas Lévi Zahed to Baron Nicolas-Joseph Spédalieri on magic, numerology and the tarot. In het begin van de 20e eeuw werden ze in het Franse tijdschrift van Papus, Le Voile d’Isis gepubliceerd onder de titel: Lettres Cabalistiques au Baron Spédalieri, d'Eliphas Levi.
Daarnaast had Spédalieri van Eliphas Levi een door hem geschreven kopie gekregen van een manuscript van Johannes Tritemius, de abt van Spanheim: The Magical Ritual of the Sanctum Regnum, dat Levi ingekleefd had tussen de pagina’s van een antiek werk van Tritemius. Spédalieri gaf het aan Edward  Maitland, co-auteur met Anna Kingsford van The Perfect Way. Maitland liet het uitgeven, waardoor de tekst voor het nageslacht bewaard bleef.
Een deel van de briefwisseling van Levi aan Spédalieri werd gepubliceerd als postume werken van Eliphas Levi.